# Waterpolo als Jocs Olímpics d'estiu de 1968
Als Jocs Olímpics d'Estiu de 1968 celebrats a Ciutat de Mèxic (Mèxic) es disputà una prova de waterpolo en categoria masculina. La competició se celebrà entre els dies 14 i 25 d'octubre de 1968.

## Comitès participants
Hi participaren un total de 162 jugadors de 15 comitès nacionals diferents:
| GRUP A - Austràlia (exclosa) - Brasil - Cuba - Espanya - Estats Units - Hongria - RFA - Unió Soviètica | GRUP B - Grècia - Itàlia - Iugoslàvia - Japó - Mèxic - Països Baixos - República Àrab Unida - RDA |

## Resum de medalles
| Prova     | Or | Argent | Bronze |
| Waterpolo | IugoslàviaOzren Bonačić · Dejan Dabović · Zdravko Hebel · Zoran Janković · Ronald Lopatny · Uroš Marović · Đorđe Perišić · Miroslav Poljak · Mirko Sandić · Karlo Stipanić · Ivo Trumbić · | Unió SovièticaVadim Gulyaev · Givi Chikvanaya · Boris Grishin · Aleksandr Dolgushin · Aleksei Barkalov · Yuri Grigorovsky · Vladimir Semenov · Aleksandr Shidlovsky · Vyacheslav Skok · Leonid Osipov · Oleg Bovin · | HongriaAndrás Bodnár · Zoltán Dömötör · László Felkai · Ferenc Konrád III · János Konrád II · Mihály Mayer · László Sárosi · János Steinmetz · Endre Molnár · Dénes Pócsik · István Szívós · |

## Medaller
| Posició | País           | Or | Argent | Bronze | Total |
| 1       | Iugoslàvia     | 1  | 0      | 0      | 1     |
| 2       | Unió Soviètica | 0  | 1      | 0      | 1     |
| 3       | Hongria        | 0  | 0      | 1      | 1     |

## Resultats

### Primera ronda
Grup A
|    | Equip          | Pts | J | G | E | P | GF | GC | Dif. |
| -- | -------------- | --- | - | - | - | - | -- | -- | ---- |
| 1. | Hongria        | 12  | 6 | 6 | 0 | 0 | 39 | 14 | +25  |
| 2. | Unió Soviètica | 10  | 6 | 5 | 0 | 1 | 43 | 18 | +25  |
| 3. | Estats Units   | 7   | 6 | 3 | 1 | 2 | 37 | 36 | +1   |
| 4. | Cuba           | 7   | 6 | 3 | 1 | 2 | 31 | 35 | –4   |
| 5. | RFA            | 4   | 6 | 2 | 0 | 4 | 33 | 34 | –1   |
| 6. | Espanya        | 1   | 6 | 0 | 1 | 5 | 20 | 37 | –17  |
| 7. | Brasil         | 1   | 6 | 0 | 1 | 5 | 22 | 51 | –29  |

- 14 d'octubre de 1968

| Estats Units   | 10 – 5 | Brasil  |
| Unió Soviètica | 11 – 4 | Cuba    |
| RFA            | 5 – 3  | Espanya |

- 15 d'octubre de 1968

| Cuba | 9 – 2 | Brasil |

- 16 d'octubre de 1968

| Hongria      | 6 – 4  | RFA     |
| Estats Units | 10 – 7 | Espanya |

- 17 d'octubre de 1968

| Unió Soviètica | 6 – 3 | RFA          |
| Cuba           | 6 – 6 | Estats Units |
| Hongria        | 7 – 1 | Espanya      |

- 19 d'octubre de 1968

| Unió Soviètica | 5 – 0  | Espanya      |
| Hongria        | 5 – 1  | Estats Units |
| RFA            | 10 – 5 | Brasil       |

- 20 d'octubre de 1968

| Cuba    | 7 – 6 | RFA            |
| Espanya | 6 – 6 | Brasil         |
| Hongria | 6 – 5 | Unió Soviètica |

- 21 d'octubre de 1968

| Cuba           | 4 – 3 | Espanya      |
| Unió Soviètica | 8 – 3 | Estats Units |
| Hongria        | 8 – 2 | Brasil       |

- 22 d'octubre de 1968

| Unió Soviètica | 8 – 2 | Brasil |
| Estats Units   | 7 – 5 | RFA    |
| Hongria        | 7 – 1 | Cuba   |

Grup B
|    | Equip                | Pts | J | G | E | P | GF | GC | Dif. |
| -- | -------------------- | --- | - | - | - | - | -- | -- | ---- |
| 1. | Itàlia               | 13  | 7 | 6 | 1 | 0 | 48 | 21 | +27  |
| 2. | Iugoslàvia           | 11  | 7 | 5 | 1 | 1 | 65 | 18 | +47  |
| 3. | RDA                  | 11  | 7 | 5 | 1 | 1 | 66 | 22 | +44  |
| 4. | Països Baixos        | 9   | 7 | 4 | 1 | 2 | 42 | 28 | +14  |
| 5. | Japó                 | 6   | 7 | 3 | 0 | 4 | 26 | 57 | –31  |
| 6. | Mèxic                | 3   | 7 | 1 | 1 | 5 | 27 | 56 | –29  |
| 7. | Brasil               | 2   | 7 | 1 | 0 | 6 | 34 | 62 | –28  |
| 8. | República Àrab Unida | 1   | 7 | 0 | 1 | 6 | 21 | 65 | –44  |

- 14 d'octubre de 1968

| Països Baixos | 9 – 5  | Grècia               |
| Iugoslàvia    | 13 – 2 | República Àrab Unida |
| Itàlia        | 9 – 2  | Japó                 |
| Mèxic         | 4 – 12 | RDA                  |

- 15 d'octubre de 1968

| Japó   | 8 – 7  | Grècia               |
| Itàlia | 10 – 1 | República Àrab Unida |
| RDA    | 4 – 4  | Iugoslàvia           |

- 16 d'octubre de 1968

| Mèxic  | 1 – 8 | Països Baixos        |
| Grècia | 7 – 6 | República Àrab Unida |
| Itàlia | 5 – 4 | RDA                  |

- 17 d'octubre de 1968

| Mèxic         | 0 – 9 | Iugoslàvia |
| Països Baixos | 9 – 1 | Japó       |

- 19 d'octubre de 1968

| RDA        | 11 – 4 | Grècia               |
| Japó       | 7 – 4  | República Àrab Unida |
| Mèxic      | 5 – 10 | Itàlia               |
| Iugoslàvia | 7 – 4  | Països Baixos        |

- 20 d'octubre de 1968

| Itàlia        | 5 – 4  | Iugoslàvia           |
| RDA           | 8 – 0  | Japó                 |
| Mèxic         | 11 – 8 | Grècia               |
| Països Baixos | 6 – 3  | República Àrab Unida |

- 21 d'octubre de 1968

| Mèxic         | 3 – 6  | Japó                 |
| Iugoslàvia    | 11 – 1 | Grècia               |
| Països Baixos | 3 – 3  | Itàlia               |
| RDA           | 19 – 2 | República Àrab Unida |

- 22 d'octubre de 1968

| Mèxic      | 3 – 3  | República Àrab Unida |
| Itàlia     | 6 – 2  | Grècia               |
| RDA        | 8 – 3  | Països Baixos        |
| Iugoslàvia | 17 – 2 | Japó                 |

### Ronda de classificació
- 24 d'octubre de 1968 — 13è/15è lloc

| Brasil | 5 – 3 | República Àrab Unida |

- 24 d'octubre de 1968 — 9è/12è lloc

| Mèxic   | 3 – 6 | RFA  |
| Espanya | 5 – 0 | Japó |

- 24 d'octubre de 1968 — 5è/8e lloc

| RDA          | 8 – 2 | Cuba          |
| Estats Units | 6 – 3 | Països Baixos |

- 24 d'octubre de 1968 — Semifinals

| Iugoslàvia     | 8 – 6 | Hongria |
| Unió Soviètica | 8 – 5 | Itàlia  |

### Ronda final
- 25 d'octubre de 1968 — 13è lloc

| Brasil | 5 – 2 | Grècia |

- 25 d'octubre de 1968 — 11è lloc

| Mèxic | 5 – 4 | Japó |

- 25 d'octubre de 1968 — 9è lloc

| Espanya | 7 – 5 | RFA |

- 25 d'octubre de 1968 — 7è lloc

| Països Baixos | 8 – 5 | Cuba |

- 25 d'octubre de 1968 — 5è lloc

| Estats Units | 6 – 4 | RDA |

- 25 d'octubre de 1968 — 3r lloc

| Hongria | 9 – 4 | Itàlia |

- 25 d'octubre de 1968 — 1r lloc

| Iugoslàvia | 13 – 11 | Unió Soviètica |